# Gran Premio de Indianápolis de Motociclismo de 2011
El Gran Premio de Indianápolis de Motociclismo de 2011 (oficialmente: Red Bull Indianapolis Grand Prix) fue la duodécima prueba del Campeonato del Mundo de Motociclismo de 2011. Tuvo lugar en el fin de semana del 26 al 28 de agosto de 2011 en el Indianapolis Motor Speedway, situado en Indianápolis, Indiana, Estados Unidos.
La carrera de MotoGP fue ganada por Casey Stoner, seguido de Dani Pedrosa y Ben Spies. Marc Márquez fue el ganador de la prueba de Moto2, por delante de Pol Espargaró y Esteve Rabat. La carrera de 125 cc fue ganada por Nicolás Terol, Maverick Viñales fue segundo y Sandro Cortese tercero.

## Resultados

### Resultados MotoGP
| Pos.    | N.º. | Piloto           | Constructor | Vueltas | Tiempo     | Parrilla | Pts. |
| ------- | ---- | ---------------- | ----------- | ------- | ---------- | -------- | ---- |
| 1       | 27   | Casey Stoner     | Honda       | 28      | 46:52.786  | 1        | 25   |
| 2       | 26   | Dani Pedrosa     | Honda       | 28      | +4.828     | 4        | 20   |
| 3       | 11   | Ben Spies        | Yamaha      | 28      | +10.603    | 2        | 16   |
| 4       | 1    | Jorge Lorenzo    | Yamaha      | 28      | +16.576    | 3        | 13   |
| 5       | 4    | Andrea Dovizioso | Honda       | 28      | +17.202    | 5        | 11   |
| 6       | 19   | Álvaro Bautista  | Suzuki      | 28      | +30.447    | 9        | 10   |
| 7       | 5    | Colin Edwards    | Yamaha      | 28      | +39.690    | 6        | 9    |
| 8       | 14   | Randy de Puniet  | Ducati      | 28      | +53.416    | 12       | 8    |
| 9       | 7    | Hiroshi Aoyama   | Honda       | 28      | +53.790    | 13       | 7    |
| 10      | 46   | Valentino Rossi  | Ducati      | 28      | +55.345    | 14       | 6    |
| 11      | 35   | Cal Crutchlow    | Yamaha      | 28      | +57.184    | 11       | 5    |
| 12      | 58   | Marco Simoncelli | Honda       | 28      | +1:00.141  | 7        | 4    |
| 13      | 24   | Toni Elías       | Honda       | 28      | +1:02.169  | 15       | 3    |
| 14      | 69   | Nicky Hayden     | Ducati      | 26      | +2 vueltas | 8        | 2    |
| Ret     | 8    | Héctor Barberá   | Ducati      | 27      | Caída      | 10       |      |
| Ret     | 17   | Karel Abraham    | Ducati      | 20      | Retirado   | 16       |      |
| Ret     | 65   | Loris Capirossi  | Ducati      | 16      | Retirado   | 17       |      |
| Fuente: |      |                  |             |         |            |          |      |

### Resultados Moto2
| Pos.    | N.º | Piloto              | Constructor | Vueltas | Tiempo    | Parrilla | Pts. |
| ------- | --- | ------------------- | ----------- | ------- | --------- | -------- | ---- |
| 1       | 93  | Marc Márquez        | Suter       | 26      | 45:50.601 | 1        | 25   |
| 2       | 44  | Pol Espargaró       | FTR         | 26      | +1.889    | 7        | 20   |
| 3       | 34  | Esteve Rabat        | FTR         | 26      | +2.310    | 9        | 16   |
| 4       | 38  | Bradley Smith       | Tech 3      | 26      | +3.389    | 4        | 13   |
| 5       | 45  | Scott Redding       | Suter       | 26      | +5.674    | 11       | 11   |
| 6       | 65  | Stefan Bradl        | Kalex       | 26      | +9.134    | 22       | 10   |
| 7       | 60  | Julián Simón        | Suter       | 26      | +9.347    | 15       | 9    |
| 8       | 75  | Mattia Pasini       | FTR         | 26      | +15.010   | 6        | 8    |
| 9       | 36  | Mika Kallio         | Suter       | 26      | +15.031   | 18       | 7    |
| 10      | 40  | Aleix Espargaró     | Pons Kalex  | 26      | +15.339   | 17       | 6    |
| 11      | 29  | Andrea Iannone      | Suter       | 26      | +17.447   | 3        | 5    |
| 12      | 77  | Dominique Aegerter  | Suter       | 26      | +21.727   | 8        | 4    |
| 13      | 19  | Xavier Siméon       | Tech 3      | 26      | +24.279   | 24       | 3    |
| 14      | 3   | Simone Corsi        | FTR         | 26      | +25.714   | 2        | 2    |
| 15      | 15  | Alex de Angelis     | MotoBi      | 26      | +26.894   | 10       | 1    |
| 16      | 16  | Jules Cluzel        | Suter       | 26      | +27.375   | 12       |      |
| 17      | 12  | Thomas Lüthi        | Suter       | 26      | +27.546   | 5        |      |
| 18      | 18  | Jordi Torres        | Suter       | 26      | +27.764   | 21       |      |
| 19      | 88  | Ricard Cardús       | Moriwaki    | 26      | +27.946   | 14       |      |
| 20      | 51  | Michele Pirro       | Moriwaki    | 26      | +29.362   | 13       |      |
| 21      | 4   | Randy Krummenacher  | Kalex       | 26      | +31.701   | 23       |      |
| 22      | 71  | Claudio Corti       | Suter       | 26      | +32.030   | 26       |      |
| 23      | 35  | Raffaele De Rosa    | Suter       | 26      | +32.100   | 19       |      |
| 24      | 76  | Max Neukirchner     | MZ-RE Honda | 26      | +35.387   | 16       |      |
| 25      | 72  | Yuki Takahashi      | Moriwaki    | 26      | +37.801   | 20       |      |
| 26      | 13  | Anthony West        | MZ-RE Honda | 26      | +42.146   | 30       |      |
| 27      | 63  | Mike Di Meglio      | Tech 3      | 26      | +53.491   | 25       |      |
| 28      | 10  | Martín Cárdenas     | FTR         | 26      | +58.947   | 31       |      |
| 29      | 73  | J.D. Beach          | FTR         | 26      | +1:04.334 | 35       |      |
| 30      | 53  | Valentin Debise     | FTR         | 26      | +1:12.230 | 34       |      |
| 31      | 32  | Jacob Gagne         | FTR         | 26      | +1:12.230 | 33       |      |
| 32      | 39  | Robertino Pietri    | Suter       | 26      | +1:15.177 | 37       |      |
| 33      | 64  | Santiago Hernández  | FTR         | 26      | +1:15.899 | 38       |      |
| 34      | 25  | Alex Baldolini      | Pons Kalex  | 26      | +1:37.102 | 32       |      |
| 35      | 95  | Mashel Al Naimi     | Moriwaki    | 25      | +1 vuelta | 36       |      |
| Ret     | 14  | Ratthapark Wilairot | FTR         | 21      | Caída     | 27       |      |
| Ret     | 31  | Carmelo Morales     | Moriwaki    | 15      | Retirado  | 28       |      |
| Ret     | 9   | Kenny Noyes         | FTR         | 7       | Retirado  | 29       |      |
| DNS     | 54  | Kenan Sofuoğlu      | Suter       |         | Lesionado |          |      |
| Fuente: |     |                     |             |         |           |          |      |

### Resultados 125cc
| Pos.    | N.º | Piloto              | Constructor | Vueltas | Tiempo     | Parrilla | Pts. |
| ------- | --- | ------------------- | ----------- | ------- | ---------- | -------- | ---- |
| 1       | 18  | Nicolás Terol       | Aprilia     | 23      | 42:11.978  | 1        | 25   |
| 2       | 25  | Maverick Viñales    | Aprilia     | 23      | +3.633     | 4        | 20   |
| 3       | 11  | Sandro Cortese      | Aprilia     | 23      | +3.737     | 2        | 16   |
| 4       | 33  | Sergio Gadea        | Aprilia     | 23      | +4.227     | 9        | 13   |
| 5       | 5   | Johann Zarco        | Derbi       | 23      | +14.186    | 3        | 11   |
| 6       | 7   | Efrén Vázquez       | Derbi       | 23      | +14.200    | 7        | 10   |
| 7       | 55  | Héctor Faubel       | Aprilia     | 23      | +18.477    | 6        | 9    |
| 8       | 44  | Miguel Oliveira     | Aprilia     | 23      | +23.992    | 11       | 8    |
| 9       | 94  | Jonas Folger        | Aprilia     | 23      | +24.239    | 8        | 7    |
| 10      | 84  | Jakub Kornfeil      | Aprilia     | 23      | +38.748    | 12       | 6    |
| 11      | 15  | Simone Grotzkyj     | Aprilia     | 23      | +39.194    | 13       | 5    |
| 12      | 96  | Louis Rossi         | Aprilia     | 23      | +40.203    | 18       | 4    |
| 13      | 52  | Danny Kent          | Aprilia     | 23      | +44.088    | 5        | 3    |
| 14      | 10  | Alexis Masbou       | KTM         | 23      | +45.201    | 10       | 2    |
| 15      | 3   | Luigi Morciano      | Aprilia     | 23      | +46.037    | 16       | 1    |
| 16      | 53  | Jasper Iwema        | Aprilia     | 23      | +58.451    | 23       |      |
| 17      | 14  | Brad Binder         | Aprilia     | 23      | +1:12.015  | 26       |      |
| 18      | 43  | Francesco Mauriello | Aprilia     | 23      | +1:12.898  | 21       |      |
| 19      | 63  | Zulfahmi Khairuddin | Derbi       | 23      | +1:14.294  | 19       |      |
| 20      | 36  | Joan Perelló        | Aprilia     | 23      | +1:23.947  | 25       |      |
| 21      | 17  | Taylor Mackenzie    | Aprilia     | 23      | +1:29.369  | 20       |      |
| 22      | 56  | Peter Sebestyén     | KTM         | 23      | +1:29.813  | 28       |      |
| 23      | 19  | Alessandro Tonucci  | Aprilia     | 23      | +1:34.296  | 24       |      |
| 24      | 30  | Giulian Pedone      | Aprilia     | 21      | +2 vueltas | 27       |      |
| Ret     | 77  | Marcel Schrötter    | Mahindra    | 22      | Caída      | 17       |      |
| Ret     | 26  | Adrián Martín       | Aprilia     | 20      | Retirado   | 14       |      |
| Ret     | 50  | Sturla Fagerhaug    | Aprilia     | 11      | Caída      | 22       |      |
| Ret     | 31  | Niklas Ajo          | Aprilia     | 7       | Caída      | 15       |      |
| Ret     | 21  | Harry Stafford      | Aprilia     | 7       | Retirado   | 29       |      |
| DNS     | 99  | Danny Webb          | Mahindra    |         |            |          |      |
| DNS     | 23  | Alberto Moncayo     | Aprilia     |         |            |          |      |
| Fuente: |     |                     |             |         |            |          |      |